# 白眉田雞
白眉苦恶鸟（学名：Poliolimnas cinerea），为秧雞科灰苦惡鳥屬（學名：Poliolimnas）下的唯一物种，前稱白眉秧鸡，又名白眉秧鸡、白眉灰秧雞。它们分布于澳大利亚、文莱、柬埔寨、斐济、香港、臺灣、印度尼西亚、日本、马来西亚、密克罗尼西亚、新喀里多尼亚、帕劳、巴布亚新几内亚、菲律宾、萨摩亚、新加坡、所罗门群岛、泰国和瓦努阿图，栖息于热带和亚热带的红树林。
白眉苦恶鸟体重约52.1克，翼长约94毫米，嘴峰长约24.8毫米，喙宽度约3.2毫米，喙厚度约5.8毫米，跗蹠长约32.3毫米，尾长约48.8毫米。白眉苦恶鸟在其分布区内为留鸟，其栖息在半开放的湖泊、沼泽等湿地环境中，为杂食性鳥類，以水生动物為主食。

## 延伸阅读
- 維基物種上的相關：白眉苦恶鸟